# Isidor Eirainer
Isidor Eirainer (* 18. September 1900 in Großhartpenning b.Holzkirchen, Landkreis Miesbach/Oberbayern; † 25. November 1976 in Vagen) war ein deutscher Landwirt.
Eirainer bewirtschaftete einen eigenen Bauernhof mit 120 Tagewerken in Vagen und war ab 1957 stellvertretender Präsident des Bezirksverbands Oberbayern des Bayerischen Bauernverbandes.
1933 gehörte er als Abgeordneter der Bayerischen Volkspartei (BVP) kurzzeitig dem Bayerischen Landtag an. 1945 war er Mitbegründer der CSU, für die er im Gemeinderat von Vagen und im Kreistag des Landkreises Bad Aibling saß. Von 1961 bis 1963 war er dort auch Kreisvorsitzender der CSU. Vom 1. Oktober 1952 bis zum 31. Dezember 1965 war er Mitglied des Bayerischen Senats. Der Bayerische Verdienstorden wurde ihm am 15. Januar 1962 verliehen.